# Chlorure d'hexaamminenickel(II)
Le chlorure d'hexaamminenickel(II) est un sel de complexe métallique de formule chimique [Ni(NH3)6]Cl2. Ce chlorure de l'hexaammine de nickel à l'état d'oxydation +2 est un solide cristallisé paramagnétique d'un bleu intense. Les six ligands ammoniac NH3 du cation [Ni(NH3)6]2+ sont coordonnés autour du nickel selon une géométrie octaédrique.

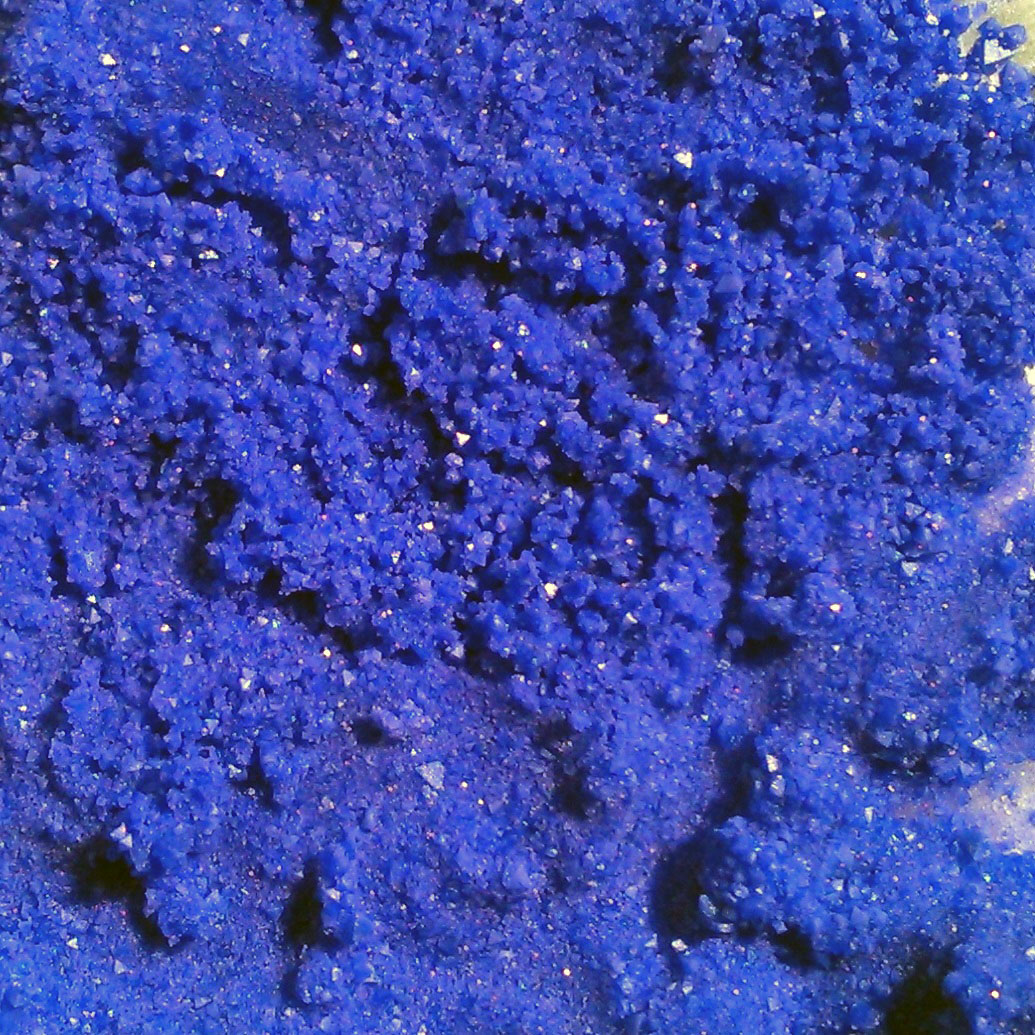
Poudre de [Ni(NH3)6]Cl2.

On peut l'obtenir en traitant une solution aqueuse de chlorure de nickel(II) NiCl2 avec de l'ammoniac NH3. C'est une source moléculaire de nickel(II) anhydre en synthèse chimique.